# Kommissarie Van der Valk
Kommissarie Van der Valk (engelska: Van der Valk) är en brittisk kriminal- och dramaserie vars första säsong hade premiär den 26 april 2020. Serien är baserad på  Nicolas Freelings böcker om detektiv Piet Van der Valk. Första säsongen bestod av tre avsnitt. Seriens andra säsong bestående av tre avsnitt hade premiär i augusti 2022. Seriens tredje säsong hade premiär i juni 2023. Serien är skapad av Chris Murray som också skrivit seriens manus. Serien sänds på TV4 Play.

## Handling
Serien utspelar sig i Amsterdam och när två män hittas mördade blir det Kommissarie Van der Valks uppgift att hitta mördare. Samtidigt har hans team fått "hjälp" av en övertänd rookiepolis.

## Rollista i urval
- Marc Warren - Piet Van der Valk
- Maimie McCoy - Lucienne Hassell
- Luke Allen-Gale - Brad de Vries
- Elliot Barnes-Worrell - Job Cloovers
- Darrell D'Silva - Hendrik Davie
- Emma Fielding - Julia Dahlman
- Django Chan-Reeves - Sergeant Citra Li
- Azan Ahmed - Eddie Suleman